# Heinrich Christoph Bröckel
Heinrich Christoph Bröckel (* 17. Februar 1693 in Celle; † 18. Oktober 1773 in Kassel) war ein deutscher Architekt und Militäringenieur.

## Leben
Bröckel studierte anfangs in Jena, wandte sich dann aber der Militärwissenschaft und dabei vor allem der Kriegsbaukunst zu. Dabei wurde er insbesondere von dem ebenfalls aus Celle stammenden Johann Jakob Brückmann beeinflusst, dem Kommandanten der Kurhannoverschen Festung Harburg. Er wurde dann Adjutant des Reichsgrafen und venezianischen Feldmarschalls Matthias Johann von der Schulenburg und nahm mit diesem am Krieg von 1714 bis 1718 gegen das Osmanische Reich teil, wobei er sich bei der Verteidigung von Korfu (25. Juli bis 20. August 1716) auszeichnete.
Aus venezianischem Dienst wechselte er im Dezember 1719 nach Hessen-Kassel, wo er als Ingenieur-Kapitän Anstellung fand und im Ingenieurkorps Karriere machte. Über die Stationen Major und Oberstleutnant stieg er 1764 zum Oberst und Chef des Ingenieurs-Corps auf. Am 2. März 1767 avancierte Bröckel zum Generalmajor der Artillerie. Am 23. Mai 1772 wurde er Ritter des Ordens Pour la vertu militaire. Er starb am 18. Oktober 1773.
Sein architektonisches Hauptwerk war die Garnisonkirche in Kassel, für die er ab 1751 nach den Vorstellungen des Landgrafen Wilhelm VIII. die Pläne anfertigte. Die Bauarbeiten wurden Anfang 1757 unter seiner Leitung begonnen, aber schon bald wegen des Siebenjährigen Kriegs wieder eingestellt und erst 1765 wieder aufgenommen. Bis auf den Kirchturm waren die Arbeiten 1770 vollendet. Erst 1780 wurde durch Simon Louis du Ry ein Uhr- und Glockentürmchen errichtet.